# Listă de filme dramatice din anii 1920
Aceasta este o listă de filme dramatice din anii 1920:

## 1920
- Within Our Gates

## 1921
- Four Horsemen of the Apocalypse
- The Sheik

## 1922
- The Frozen North
- Oliver Twist

## 1923
- A Woman of Paris
- Ashes of Vengeance
- Merry-Go-Round
- White Rose

## 1924
- Dante's Inferno
- The Enchanted Cottage
- Greed
- Janice Meredith
- The Last Laugh
- The Saga of Gosta Berling
- Strike
- Tess of the d'Urbervilles

## 1925
- Battleship Potemkin
- The Big Parade
- Die freudlose Gasse
- Variété

## 1926
- Mother
- Sparrows
- Torrent

## 1927
- Jazz Singer, The
- King of Kings, The
- Konets Sankt-Peterburga
- Love of Jeanne Ney
- Oktyabr
- Seventh Heaven
- Sunrise
- The Way of All Flesh

## 1928
- 4 Devils
- The Crowd
- The Last Command
- The Man Who Laughs
- The Patriot
- Storm Over Asia
- The Trail of '98
- The Wedding March
- Thérèse Raquin
- The Wind

## 1929
- Arsenal
- Diary of a Lost Girl
- Disraeli
- Pandora's Box
- Valiant